# Franz Xaver Beck
Josef Franz Xaver Beck (* 6. März 1827 in Sursee; † 30. August 1894 ebenda) war ein Schweizer Politiker der katholisch-konservativen Fraktion (heutige CVP) sowie Gross- und sogenannter „Herrenbauer“ auf dem Beckenhof in Sursee.

## Biografie
Beck wuchs als Sohn des Surseer Grossbauern und Bezirksrichters Franz Xaver Josef Beck-Egli auf dem Beckenhof auf. Sowohl die Mutter als auch der Zwillingsbruder starben beide bei der Geburt, sodass Beck von seinen ledigen Tanten erzogen wurde. Die Primarschule besuchte er in Sursee. Danach wurde er für einen gymnasialen Vorkurs sowie die erste Gymnasialklasse an das Kollegium St. Michael in Freiburg im Üechtland zu den Jesuiten geschickt. Im Herbst 1842 kam er ans Gymnasium in Luzern, wo er der Luzerner Sektion des Schweizerischen Studentenvereins (heute: A.V. Semper Fidelis Luzern) beitrat.
Anschliessend zog es Beck an die Universitäten München und Freiburg im Breisgau, wo er philosophische, historische sowie juristische Vorlesungen besuchte. Seine Studien blieben jedoch ohne Abschluss. Um die familiären Güter in Sursee zu übernehmen, absolvierte er die  landwirtschaftliche Hochschule Hohenheim bei Stuttgart. In den Jahren 1847 bis 1849 war Beck Mitglied des Zentralkomitees des Schweizerischen Studentenvereins. Während des Sonderbundskriegs diente er als junger Scharfschützenleutnant in der Sonderbundsarmee. In dieser Funktion war er mit seinen militärischen Untergebenen in ein Geplänkel bei Geuensee verwickelt. In der Folge der Eroberung Sursees durch die eidgenössischen Koalitionstruppen wurde der Beckenhof von den Truppen besetzt.
Nach Abschluss der Ausbildung in Hohenheim unternahm Beck eine grosse Reise durch die Nachbarländer Deutschland, Frankreich und Italien mit dem Ziel, die Leute, die Länder und vor allem die Landwirtschaft kennenzulernen. Anschliessend kehrte er 1850 nach Sursee zurück, um die familiären Güter zu übernehmen. Obwohl er die nötigen landwirtschaftlichen Kenntnisse gehabt hätte, bewirtschaftete er den Beckenhof sowie die später hinzugekauften Güter als sogenannter „Herrenbauer“.
1851 heiratete Beck mit Marie Leu von Ebersol die Tochter des am 20. Juli 1845 im Schlafe ermordeten konservativen Ratsherrn Josef Leu von Ebersol. Der Ehe entsprangen acht Kinder:
- Franz Beck
- Fritz Beck
- Jules Beck, Fürsprech
- Joseph Beck, Theologe
- Karl Beck, Arzt, Sanitätsrat
- Hedwig Borsinger Beck
- Maria Paula Beck, Generaloberin der Menzinger Schwestern
- Theresia Beck, Generaloberin der Ingenbohler Schwestern

## Öffentliches Wirken
1859 gründete Beck mit einigen Gleichgesinnten den Luzerner Bauernverein (Präsident 1860). In den Jahren 1864 bis 1867 amtete er als Ortsbürgerrat der Stadt Sursee. Von 1868 bis 1881 war er Bezirksrichter. In den Jahren 1871 bis 1891 hatte Beck Einsitz im Grossen Rat des Kantons Luzern. Seine Person bleibt unzertrennbar verbunden mit den konservativen Wahlsiegen im Kanton Luzern 1869 resp. 1871. Damals sammelten sich die konservativen Kräfte des Kantons unter Becks Führung, um die nach dem Sonderbundskrieg von aussen eingesetzte liberale Regierung zu verdrängen. Das Herrenhaus am Beckenhof diente damals als Sitz des konservativen Zentralkomitees. Im Zuge des konservativen Wahlsieges zog Beck 1869 in den Nationalrat ein, welchem er bis zu seinem Tod (er starb im Amt) 1894 angehörte.
Im Nationalrat nahm sich Beck vor allem Landwirtschaftlicher Anliegen an. So machte er sich unter anderem verdient um die Entschuldung des bäuerlichen Heimwesens sowie für Subventionen für die Verbesserung der Alpbewirtschaftung in der Schweiz. Daneben war er als Schätzungsexperte auf landwirtschaftlichem Gebiet tätig. Selber hatte Beck im Privaten ein ausserordentliches Gespür für geschäftliche Angelegenheiten. So mehrte er das Vermögen der Familie durch kluge Hinzukäufe und Veräusserungen von Grundstücken. Die Ruine Neu-Habsburg in Meggen, auf der später das heutige Schloss erbaut wurde, sei an dieser Stelle speziell erwähnt. Am 30. August 1894 starb Beck an den Folgen einer Typhus-Erkrankung, die er sich während eines Aufenthalts mit seiner Familie auf der familieneigenen Alp Kadhus zuzog.

## Wahrnehmung
In der Festschrift der Luzerner CVP zu ihrem 150-Jahre-Jubiläum wird Beck als Idealtypus des katholisch-konservativen Politikers seiner Zeit bezeichnet. Er gehörte dem Schweizerischen Studentenverein an und sass in jungen Jahren in dessen Zentralkomitee, er gehörte dem Piusverein an und war Mitglied dessen Zentralkomitee. Ausserdem war er einflussreiches Mitglied seiner katholisch-konservativen Fraktion. Weiter galt Beck als Vertreter der ultramontanen Richtung und war im Wesen und Denken demjenigen seines Schwiegervaters Josef Leu von Ebersol verpflichtet, so sei er zeit seines Lebens dem Radikalismus gegenüber unversöhnlich geblieben. Sicherlich spielten seine Erfahrungen aus den schwierigen Zeiten der 1840er Jahre sowie aus dem Sonderbundskrieg eine Rolle. Er galt jedoch nicht zu den Fanatikern der ultramontanen Richtung. Der Bundesrat schrieb zu seinem Ableben der Luzerner Regierung in seinem Beileidsschreiben: «Der Kanton Luzern verliert an dem Dahingeschiedenen einen seiner bewährtesten Bürger, einen Mann, der ihm während seiner langen Reihe von Jahren in treuer Hingebung gedient und dem Vaterland namentlichauf dem Gebiet der Landwirtschaft wesentliche Dienste geleistet hat.»